# Axel Schultes
Axel Schultes (Dresda, 17 novembre 1943) è un architetto tedesco.

## Biografia
Dopo la laurea nel 1972, fonda lo studio di architettura BJSS con Dietrich Bangert, Bernd Jansen e Stefan Jan Scholz. All'inizio del 1992 fonda la Axel Schultes Architects insieme a Charlotte Frank. Dal 2003 insegna al dipartimento di architettura dell'Accademia di Belle Arti di Düsseldorf. Dal 2000 è membro dell'Accademia delle arti di Berlino. Nel 1992 progetta il crematorio di Berlin-Baumschulenweg, per il quale ha ricevuto l'Architekturpreis Beton nel 1999.

## Opere
- Kunstmuseum Bonn (1992)
- Cancelleria tedesca, Berlino[1] (2001)
- Crematorio di Berlino-Baumschulenweg (1999)

## Premi e riconoscimenti
- Architekturpreis Beton 1999
- German Architecture Prize per la nuova cancelleria tedesca a Berlino[2] 2003
- Gran Premio BDA 2014